# Fatos Arapi
Fatos Arapi  est un poète et écrivain albanais né le 19 juillet 1930 à Vlora et mort le 11 octobre 2018 à Tirana.

## Biographie
Fatos Arapi naît à Zvërnec en 1930 tout près de Vlora sur la côte sud albanaise bordée par la mer Ionienne que l'on appelle la riviera albanaise.
Il passe ses études secondaires dans une section commerciale avant de partir suivre une formation supérieure de sciences économiques à l'Institut Karl Marx de mathématiques et d'économie de Sofia en Bulgarie.
De retour au pays, il enseigne un temps l'économie politique à l'université de Tirana tout en menant de front une activité de journaliste. Sa vraie passion étant la littérature, il commence à écrire en 1953-1954. Essentiellement poète, il est connu aussi comme nouvelliste et romancier et il a également pratiqué la traduction et écrit quelques essais. En 1960, il devient membre de l'Union des écrivains et artistes albanais dirigée par Dritëro Agolli.
À partir de 1970, il donne un cours sur l'albanais de la période de l'indépendance à la faculté de philologie de l'université de Tirana.
Më jepni një emër (Donnez-moi un nom) publié en 1972 déplaît aux censeurs du régime d'Enver Hoxha et est interdit et mis au pilon.
Aujourd'hui traduit en plusieurs langues dont le français, l'anglais, l'italien, l'espagnol et le russe, il vit à Tirana.

Il est également l'auteur de deux importantes anthologies, l'une portant le nom de Chants des peuples et l'autre consacrée à la poésie turque.
En 2008 il remporte le prix Golden Wreath décerné par le Struga Poetry Evenings International Festival en Macédoine. Ce prix récompense l'ensemble de son œuvre poétique.
Il meurt le 11 octobre 2018 à Tirana.

## Œuvre

### Poésie
- Shtigje poetike, 1962
- Poema dhe vjersha, 1966
- Ritme të hekurta, 1968
- Më jepni në emër, 1972
- Drejt qindra shekuj shkojmë, 1977
- Duke dalë prej endrrës, 1989
- Ku shkoni ju statuja, 1990
- Dafina nën shi, 1991
- Ne, pikëllimi i dritave, 1993
- Më vjen keq për Jagon, 1994
- In tenebris, 1996
- Gloria victis, 1997
- Më duhet një gjysëm ëndrre, 1999
- Eklipsi i ëndrrës, 2002
- Ah, sikur të isha një përrallë, 2003

### Nouvelles
- Patat e egra, 1970
- O Tempora, 1982
- Unë vdiqa brigjeve të Ionit, 1983
- Cipa e borës, 1985

### Romans
- Dhjetori i shqetësuar, 1970
- Dikush më buzëqeshte, 1972
- Shokët, 1976
- Deti në mes, 1986

### Essais
- Këngë të moçme shqiptare, 1986
- Fjalë për poezinë, 1987
- Shqipëria dhe kriza balkanike, 1996
- Kujtohem që jam, 1997

### Traductions
- Këngë të popujve, 1978
- Këngë për njeriun, Nikolla Vapcarov, 1982
- Antologji e poezisë turke, 1982
- Poezi, Pablo Neruda, 1989
- Safo, 1990